# Pavillon des ambassadeurs de Meknès
Le Koubat Al Khayatine ou Pavillon des ambassadeurs, est un pavillon de Meknès à l'intérieur de la Kasbah ismaïlienne dernière la porte dite Bab Mansour el Aleuj. Il a été construit par Moulay Ismaïl au XVIIIe siècle, et servait à recevoir les ambassadeurs et les émissaires étrangers en visite à Meknès. Il est inscrit au patrimoine mondial par l'UNESCO en décembre 1996.